# Jean-Louis Battet
Jean-Louis Battet, né le 14 juin 1944 en Normandie, est un amiral français, chef d'état-major de la marine.

## Biographie
Après des études en classes préparatoires au lycée privé Sainte-Geneviève de Versailles, Jean-Louis Battet entre major à l'École navale en 1964. Après deux ans d'embarquement sur un patrouilleur en Nouvelle-Calédonie, il sert à bord du croiseur De Grasse puis, du 13 août 1970 au 19 août 1971, commande l'EDIC 9096, alors basé à Lorient au sein de la FAI (Force Amphibie d'Intervention).
Breveté détecteur en 1972, il embarque sur l'escorteur rapide Le Lorrain puis, successivement, sur les escorteurs d'escadre Jauréguiberry et Forbin en tant que chef du « service détection ».
Officier en second de l'aviso escorteur Doudart de Lagrée en 1978, il commande ensuite l'aviso Jean Moulin (1981-1982), puis le pétrolier ravitailleur Durance (1984-1985), et enfin la frégate ASM De Grasse (1990-1992).
Jean-Louis Battet occupe également de nombreux postes dans les états-majors, notamment à la division « Plans ». Commandant de la zone maritime de l'océan Indien en 1998, il devient major général de la marine en septembre 1999.
Élevé au rang et à l'appellation d'amiral, il prend ses fonctions de chef d'état-major de la marine le 1er juillet 2001.
L'amiral Alain Oudot de Dainville lui succède le 15 juin 2005.

## Distinctions
- Grand officier de la Légion d'honneur[2].
- Officier de l'ordre national du Mérite[3]